# The Black Page
The Black Page è una composizione musicale di Frank Zappa, nota per essere particolarmente difficile da eseguire.

Il titolo (in italiano "la pagina nera") è dovuto al fatto che la partitura presenta una incredibile concentrazione di segni musicali (note, punti eccetera).
Il brano fu concepito come assolo di batteria e percussioni per il batterista Terry Bozzio. Fu successivamente arrangiato in alcune differenti versioni con melodia e accordi.
In seguito Vinnie Colaiuta fu in grado di eseguire "The Black Page" a memoria durante la sua audizione per entrare nel gruppo di Zappa.
Nell'album dal vivo Zappa in New York, Zappa parla di "statistical density" (densità statistica) del brano.

Con il suo linguaggio originale Zappa intendeva descrivere la complessità ritmica del brano, con uso estensivo di gruppi irregolari molto elaborati, il tutto però incluso in una cornice "regolare" di un metro in 4/4.